# Deutsches Meisterschaftsrudern 1986
Das 97. Deutsche Meisterschaftsrudern wurde 1986 in Duisburg ausgetragen. Im Vergleich zum Vorjahr gab es im Wettkampfprogramm eine Änderung. Es wurden erstmals Medaillen im Leichtgewichts-Vierer ohne der Frauen vergeben.
Somit wurden insgesamt Medaillen in 22 Bootsklassen vergeben, davon 14 bei den Männern und 8 bei den Frauen.

## Medaillengewinner

### Männer
| Bootsklasse                           | Gold | Silber | Bronze |
| ------------------------------------- | --- | --- | --- |
| Einer                                 | Peter-Michael Kolbe (Alster-RV Hanseat) | Andreas Schmelz (RTHC Bayer Leverkusen) | Peter Saborowsky (Der Hamburger und Germania RC) |
| Doppelzweier                          | Ulmer RC Donau Wolfgang Bubacz Andreas Colli | Rgm. RK Normannia Braunschweig / Berliner RC Christoph Galandi Hartmut Reinke | Rgm. IGOR Offenbach / RG München 1972 Thomas Schröpfer Oliver Grüner |
| Zweier ohne Steuermann                | Rgm. Hannoverscher RC von 1880 / DRC von 1884 Hannover Frank Richter Roland Baar | Berliner RC Carsten Wiemann Golo Geißler | Würzburger RG Bayern Michael Twittmann Frank Dietrich |
| Zweier mit Steuermann                 | ETuF Essen Jochen Berger Janos Sztavcevics Martin Ruppel (Stm.) | Rgm. Neusser RV / WSV Honnef Bernhard Spanke Kuno Höhmann Jörg Dederding (Stm.) | Rgm. ETuF Essen / RV Münster von 1882 Andreas Lütkefels Manfred Mendla Thorsten Kreis (Stm.) |
| Doppelvierer                          | Rgm. RK am Wannsee Berlin / Berliner RC / Berliner RC Welle-Poseidon / Duisburger RV Christoph Galandi Michael Lipok Falk Tonscheidt Andreas Reinke | Rgm. RV Ingelheim 1920 / Ulmer RC Donau Albert Hedderich Raimund Hörmann Dieter Wiedenmann Michael Dürsch | Rgm. RG München 1972 / IGOR Offenbach / RV Saar Undine Saarbrücken Alfred Brandl Thomas Schröpfer Oliver Grüner Armin Weyrauch |
| Vierer ohne Steuermann                | Rgm. RC Hansa von 1898 / RC Witten Norbert Keßlau Volker Grabow Jörg Puttlitz Guido Grabow | RC Undine Radolfzell Bernd Sproll Peter Hirsch Christoph Stoll Michael Späth | RC Favorite Hammonia Hamburg Peter Böh Jens Külper Scott Poppe Andreas Hebbel |
| Vierer mit Steuermann                 | Rgm. RC Hansa von 1898 / RC Witten / RC Tegel 1886 Norbert Keßlau Volker Grabow Jörg Puttlitz Guido Grabow Manfred Klein (Stm.) | Rgm. RC Hansa Dortmund / RV Rauxel / RC Westfalen Herdecke / Osnabrücker RV Eckhard Schultz Bahne Rabe Matthias Mellinghaus Volker Kioschis Thorsten Bremer (Stm.) | Rgm. Berliner RC / Bonner RG / Mainzer RV von 1878 Robin Wegener Thomas-Michael Vahrson Heribert Karches Georg Konermann Tom Kipping (Stm.) |
| Achter                                | Rgm. RC Tegel 1886 / Berliner RK Brandenburgia / RV Rauxel / RC Hansa Dortmund / Steeler RV / RV Blankenstein Wolfgang Maennig Stefan Scholz Bahne Rabe Thomas Domian Volker Zimmnau Armin Eichholz Eckhard Schultz Volker Kioschis, Manfred Klein (Stm.)                                                   | Rgm. Berliner RK Brandenburgia / Berliner RC / Frankfurter RG Germania Michael Stindtmann Ralf Reinders Uwe Ausländer Teoman Öztürk Carsten Wiemann Golo Geißler Stefan Scharf Matthias Siejkowski Thomas Alt (Stm.)                                                                                              | RC Favorite Hammonia Hamburg Andreas Hebbel Andreas Scharenberg Frank Krüger Stefan Wilk Christoph Dytert Ulf Reinhardt Scott Poppe Stefan Brahmst Klaus Fürst (Stm.)                                                                                  |
| Leichtgewichts-Einer                  | Christian-Georg Warlich (RV Blankenstein) | Björn Gehlsen (Lübecker RK) | Holger Hill (RC Traben-Trarbach 1881) |
| Leichtgewichts-Doppelzweier           | RC Westfalen Herdecke Dirk Habermann Uwe Habermann | Rgm. RG Hansa Hamburg / Bremer RV von 1882 Sebastian Franke Gerd Meyer | Rgm. WSV Ennepetal / RV Blankenstein Chris Eisenkrämer Thomas Güntermann |
| Leichtgewichts-Zweier ohne Steuermann | Rgm. RC Nassovia Höchst / Mainzer RG 1898 Udo Hennig Detlef Glitsch | RV Emscher Klaus Altena Roland Arend | Rgm. Siegburger RV 1910 / WSV Honnef Thomas Palm Erik Ring |
| Leichtgewichts-Doppelvierer           | Rgm. WSV Meppen / Ulmer RC Donau / RC Nassovia Höchst / Tübinger RV Fidelia Alwin Otten Harald Galster Andreas Hobler Wolfgang Birkner | Rgm. Duisburger RV / Siegburger RV 1910 / Würzburger RV von 1875 / Lübecker RK Peter Müller Bernhard Stomporowski Wolfgang Stöcker Carsten Krüger | Rgm. RV Saar Undine Saarbrücken / Wormser RC Blau-Weiß Klaus Selzer Wolfram Kirchner Helmut Werner Peter Uhrig |
| Leichtgewichts-Vierer ohne Steuermann | Rgm. RK am Baldeneysee Essen / WSV Meppen / RC Undine Radolfzell / Tübinger RV Fidelia Alwin Otten Frank Rogall Thomas Jäckel Wolfgang Birkner | Rgm. Karlsruher RV Wiking / RR Uni Karlsruhe Alexander Trautmann Norbert Schmid Rüdiger Bastian Jürgen Schäfer | RK am Baldeneysee Essen Markus Buschmeier Christian Wiebe Peter Rüth Kay Hoffmann |
| Leichtgewichts-Achter                 | Rgm. RG Hansa Hamburg / Bremer RV von 1882 / RC Nassovia Höchst / Mainzer RG 1898 / Frankfurter RG Germania / Ulmer RC Donau / Lübecker RG von 1885 / Lübecker RK Björn Gehlsen Bernhard Stomporowski Udo Hennig Detlef Glitsch Harald Galster Andreas Hobler Gerd Meyer Sebastian Franke Thomas Alt (Stm.) | Rgm. Siegburger RV 1910 / WSV Honnef / Duisburger RV / Frankfurter RG Germania / RK am Baldeneysee Essen / RV Blankenstein / WSV Meppen / Bremer RV von 1882 / RG Hansa Hamburg Carsten Krüger Karsten Fischer Harald Thüring Alwin Otten Frank Rogall Thomas Jaekel Thomas Palm Erik Ring Rüdiger Nehberg (Stm.) | Rgm. Kölner RV von 1877 / RG Benrath / RTHC Bayer Leverkusen / Siegburger RV 1910 / Dormagener RG Bayer / Bonner RG Roland Ladermann Martin Dawid Ulf Ladermann Andreas Schotter Oliver Fröhler Markus Peter Frank Spehl Bert Bauer Lutz Christ (Stm.) |

### Frauen
| Bootsklasse                           | Gold | Silber | Bronze |
| ------------------------------------- | --- | --- | --- |
| Einer                                 | Uta Kutz (Erster Kieler RC von 1862) | Heidi Attenberger (Passauer Ruderverein von 1874)                                                                                                | Andrea Klapheck (TV 1877 Essen-Kupferdreh) |
| Doppelzweier                          | Rgm. IGOR Offenbach / Hannoverscher RC von 1880 Astrid Koch Claudia Haßmann                                                                                  | Heidelberger RK 1872 Antje Rehaag Heike Grunert                                                                                                  | Ulmer RC Donau Karen Hogrebe Katrin Steinbach                                                                                                 |
| Zweier ohne Steuerfrau                | Rgm. RTHC Bayer Leverkusen / Duisburger RV Ellen Becker Annette Wolter                                                                                       | RV Saar Undine Heike Neu Elke Riesenkönig | Frauen-RV Freiweg Frankfurt Bettina Kämpf Elisabeth Reiß                                                                                      |
| Doppelvierer                          | Rgm. Kölner RV 1877 / RC Hansa Dortmund Ines Gronwald Martina Kubicki Cerstin Petersmann Katrin Petersmann                                                   | Rgm. Hannoverscher RC von 1880 / TV 1877 Essen-Kupferdreh / IGOR Offenbach Astrid Koch Brigitte Hellmers Andrea Klapheck Claudia Haßmann         | Heidelberger RK 1872 Claudia Fachinger Kristiane Zimmer Antje Rehaag Heike Grunert                                                            |
| Vierer mit Steuerfrau                 | Rgm. RV Saar Undine Saarbrücken / RC Tegel 1886 Heike Neu Elke Riesenkönig Gundula Helmrath Michaela Schemmerer Kerstin Peters (Stf.)                        | Rgm. RV Rauxel / RC Hansa Dortmund / RC Hamm von 1890 Susanne Brune Ingeburg Althoff Anja Schäfer Elke Markwort Simone Drenkelfort (Stf.)        | Rgm. RV an den Teichwiesen von 1965 Hamburg / Bremer RV Hansa Beate Timmermann Sabine Wilhelmi Antje Cordes Corinna Struck Sandra Koop (Stf.) |
| Leichtgewichts-Einer                  | Heidi Attenberger (Passauer Ruderverein von 1874) | Bettina Steinke (RV Emscher Wanne-Eickel-Herten)                                                                                                 | Angela Schuster (Hanauer RG 1879) |
| Leichtgewichts-Doppelzweier           | Heidelberger RK 1872 Claudia Fachinger Kristiane Zimmer | RV an den Teichwiesen von 1965 Hamburg Alrun Urbach Adelheid Urbach                                                                              | Rgm. Hanauer RG 1879 / Hannoverscher RC von 1880 Brigitte Hellmers Angela Schuster                                                            |
| Leichtgewichts-Vierer ohne Steuerfrau | Rgm. Frauen-RV Freiweg Frankfurt / RC Westfalen Herdecke / Heidelberger RK 1872 / Karlsruher RV Wiking Ute Zobeley Claudia Engels Sonja Petri Evelyn Herwegh | Rgm. RV Osterholz-Scharmbeck / Frauen-RV Freiweg Frankfurt / TV 1877 Essen-Kupferdreh Dagmar Ludwig Kathrin Schmack Susanne Koßler Annette Kämpf | Rgm. Hannoverscher RC von 1880 / DRC von 1884 Hannover Claudia Knappert Simone Schreyer Carola Überhorst Martina Zülch                        |